# Dunabogdány
Dunabogdány är en ort i Ungern.   Den ligger i provinsen Pest, i den nordvästra delen av landet, 30 km norr om huvudstaden Budapest. Dunabogdány ligger 106 meter över havet och antalet invånare är 3 059.
Terrängen runt Dunabogdány är huvudsakligen kuperad, men åt sydost är den platt. Runt Dunabogdány är det ganska tätbefolkat, med 149 invånare per kvadratkilometer. Närmaste större samhälle är Vác, 7,3 km öster om Dunabogdány. I omgivningarna runt Dunabogdány växer i huvudsak lövfällande lövskog.